# 熊谷堅直
熊谷 堅直（くまがい かたなお、永享2年（1430年） - 文明10年（1478年））は室町時代後期の安芸武田氏の家臣。父は熊谷信直。子に熊谷宗直、直次、助三郎、直綱。通称は二郎三郎、二郎左衛門、法名電景。官途は美濃守。
1438年に9歳で家督を継いだ。しかし、一時期だけ、父・信直の命で姉の「こら」に家督を譲っている。
```
ゆづりわたす　しょうりょう等の事　あき国三入しんしゃう分之内　みとりみの上らのあと右件所領は
信直先祖より　さうてんの地なり　しかるを　息女こらに　一期の間ゆつり　あたふる所なり　御公事等は
下地のふんきんによて　つとめらるへく候　仍為後　ゆつり状如件

永享十年　八月十五日　　信直
（熊谷家文書第242号）
```

安芸武田氏に従い、大内氏との戦いに明け暮れた。1461年の9月には武田信賢より、河内国への出陣を要請されている。1465年8月の安芸国国府の戦いでは、息子の宗直を引き連れて参戦している。この戦いで大内方は陶弘正が討死している。
1478年に伊勢ヶ坪城で死去。